# 豊岡県

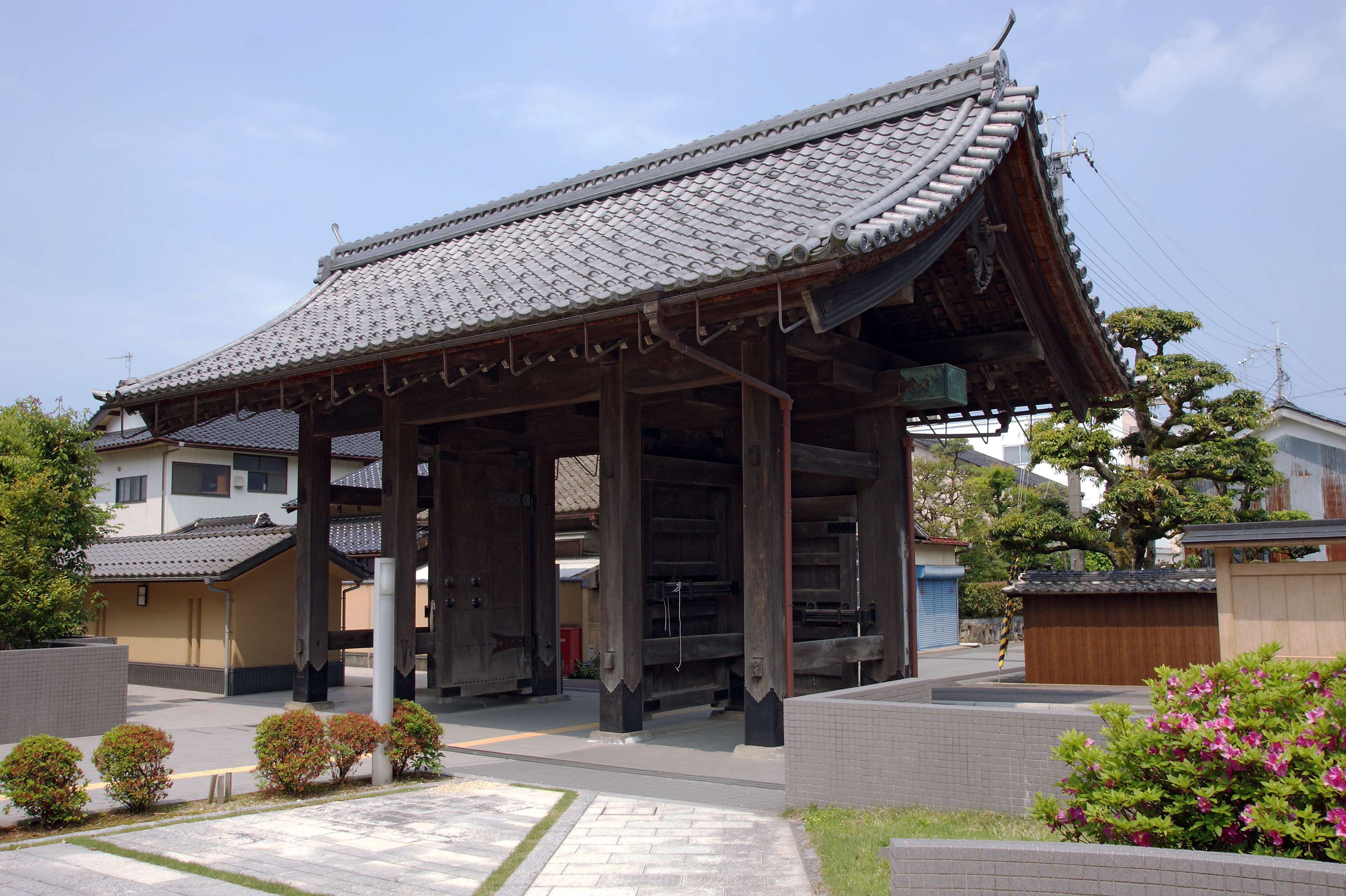
豊岡県庁正門

豊岡県（とよおかけん）は、丹後国、但馬国および丹波国西部を範囲とした県である。県庁所在地は豊岡。1871年8月29日（旧暦7月14日）に設置され、1876年8月21日に分割されて廃止された。現在の京都府北部と兵庫県北部に当たる。

## 沿革
- 1871年（明治4年）
  - 7月14日 - 廃藩置県により豊岡藩（1.5万石）が豊岡県となる。
  - 11月2日 - 第1次府県統合により但馬国生野県、出石県（3万石）、豊岡県（1.5万石）、村岡県（1.1万石）、丹後国久美浜県、宮津県（7万石）、舞鶴県（3.5万石）、峰山県（1.1万石）、丹波国篠山県（6万石）、福知山県（3.2万石）、柏原県（2万石）が統合され、丹後国、但馬国および丹波国西部に改めて豊岡県が発足。県庁は引き続き城崎郡豊岡（現在の兵庫県豊岡市京町5-28、豊岡市立図書館）の旧豊岡藩陣屋に設置された。
- 1876年（明治9年）8月21日 - 第2次府県統合により、豊岡県は分割された。但馬国と丹波国氷上郡・多紀郡は兵庫県に編入され、丹後国と丹波国天田郡は京都府に編入された。

## 兵庫県への編入
1876年（明治9）の府県統合について、出石藩出身の桜井勉は飾磨県へ編入させるのがよいという意見を当初持っていたが、大久保利通が、開港場を有する兵庫県への編入がよいという考えを持っていたことから、最終的には、飾磨県と共に兵庫県への編入が決まったという。
1881年（明治14）に鳥取県が島根県から分かれたときには、但馬が鳥取県に編入されるという噂が流れたため、但馬各郡では村ごとに集会が開かれるなどし、「因・但両国間は山岳重畳交通不便なること、人情が不同のため住民相互の協和が不可能なこと、地方政治の変換は人民を動揺させること」を理由に、鳥取県への合併反対を訴える陳情が内務省や兵庫県へなされた。

## 管轄地域
- 但馬国一円
- 丹後国一円
- 丹波国
  - 天田郡
  - 氷上郡
  - 多紀郡

## 歴代知事
- 1871年（明治4年）11月2日 - 1872年（明治5年）3月8日 ： 権令・小松彰（前久美浜県権知事、元松本藩士）
- 1872年（明治5年）3月8日 - 1872年（明治5年）10月2日 ： 県令・小松彰（前豊岡県権令）
- 1872年（明治5年）10月2日 - 1872年（明治5年）10月17日 ： 不在
- 1872年（明治5年）10月17日 - 1872年（明治5年）11月28日 ： 権令・林茂平（前香川県参事、元高知藩士）
- 1872年（明治5年）11月28日 - 1873年（明治6年）1月15日 ： 不在
- 1873年（明治6年）1月15日 - 1873年（明治6年）6月14日 ： 権令・桂久武（前都城県参事、元薩摩藩士）
- 1872年（明治5年）3月8日 - 1875年（明治8年）7月20日 ： 参事・田中光儀（前豊岡県権参事、元幕臣）
- 1875年（明治8年）7月20日 - 1875年（明治8年）7月23日 ： 不在
- 1875年（明治8年）7月23日 - 1876年（明治9年）8月21日 ： 権令・三吉周亮（前鳥取県権令、元豊浦藩家老）